# 平為盛
平 為盛（たいら の ためもり）は、平安時代後期の武将。平頼盛の次男。子に駿河守俊盛?。

## 略歴
安元元年（1175年）12月に紀伊守、養和元年（1181年）7月に加賀守に任ぜられる。兄保盛と共に同年9月には熊野討伐に出陣し、寿永元年（1182年）には諸国追討計画（未実施）で南海道方面大将に任ぜられた。
『源平盛衰記』には、寿永2年（1183年）5月12日、倶利伽羅峠の戦いで木曾義仲の部将樋口兼光によって捕らえられて斬首となったり、または岡田久義（源親義の次男）と一騎討ちして討死したとも記されているが、延慶本『平家物語』には、平家都落ち後に解官された一門として右兵衛佐為盛の名が認められる。
『愚管抄』では、為盛は都落ちに際して父・頼盛の使者を務めたと記述されており、『山槐記』によると平家滅亡後の元暦元年（1185年）9月、従四位上に叙され、『吾妻鏡』によると建保6年（1218年）には、将軍源実朝の左近衛大将任官に際し、鎌倉に下向し、鶴岡八幡宮拝賀に付き従っている。

## 系譜
- 父：平頼盛（1133-1186）
- 母：不詳
- 妻：不詳
  - 男子：平俊盛?